# Скэнлон, Крис
Крис Скэ́нлон (англ. Chris Scanlon, род. 17 февраля 1975 года) — английский бывший профессиональный снукерист.

## Карьера
Крис Скэнлон несколько раз достигал финальной стадии различных рейтинговых турниров, но ни разу не сумел квалифицироваться на чемпионат мира. Лучший результат Скэнлона на профессиональных соревнованиях — четвертьфинал Scottish Open 1998, когда он дважды (в 1/16 и 1/8) обыгрывал своих соперников «всухую», прежде чем в матче за выход в полуфинал проиграть Стивену Ли также со счётом 0:5. Лучший официальный рейтинг Криса — 64-й — был в сезоне 1997/98. Всего в мэйн-туре Скэнлон провёл 8 сезонов начиная с 1992/93.
В 1994 году Крис Скэнлон, занимавший на то время 111 место в рейтинге, был оштрафован на 195 фунтов стерлингов и лишён 400 рейтинговых очков за употребление марихуаны.